# Sprawa sióstr Chaczaturian
Sprawa sióstr Chaczaturian – proces sądowy 19-letniej Krestiny, 18-letniej Angeliny oraz 17-letniej Marii Chaczaturian podejrzanych o zabicie swojego ojca, Michaiła Chaczaturiana. 27 lipca 2018 dziewczyny zostały aresztowane w związku z podejrzeniem o dokonanie morderstwa, a 14 czerwca 2019, po przeprowadzonym śledztwie, przedstawiono im zarzut popełnienia przez grupę osób lub grupę zorganizowaną morderstwa z premedytacją, za co w myśl punktu Ż części 2 artykułu 105 KK Federacji Rosyjskiej grozi kara od 8 do 20 lat pozbawienia wolności. Obrona twierdzi, że dziewczyny były w sytuacji bez wyjścia z powodu przedłużającej się przemocy domowej i przymuszania ich do czynności seksualnych. Sprawa wywołała szeroki odzew społeczny; społeczeństwo w większości stanęło po stronie dziewczyn, a w Moskwie, Sankt-Petersburgu i innych miastach odbywały się marsze za złagodzeniem wyroku i zmianą prawodawstwa w kwestiach przemocy.

## Areszt sióstr
Wieczorem 27 lipca 2018 roku na klatce schodowej domu numer 56 przy drodze Ałtufiewskoje w Moskwie odnaleziono ciało 57-letniego Michaiła Chaczaturiana, jego ciało miało wiele ran ciętych i kłutych w części szyjnej i mostka (według różnych danych, ich liczba wahała się od 36 do 45). Policja zajęła z mieszkania nóż, „szkatułkę z tabletkami”, młotek, kuszę, 16 dartów, pistolet traumatyczny, rewolwer alarmowy, broń myśliwską, 16 pocisków, 2 pneumatyczne pistolety, „arsenał” – o którym później będą mówić podejrzane. Następnego dnia w związku z podejrzeniem o popełnienie morderstwa zatrzymane były trzy córki ofiary – 19-letnia Krestina i 18-letnia Angelina oraz 17-letnia Maria. W czasie przesłuchania nastolatki przyznały się do winy i 29 lipca oskarżono je o morderstwo bez okoliczności obciążających. Jako przyczynę przestępstwa, w śledztwie podano „wielokrotne, wrogie stosunki ojca wobec córek, moralne cierpienia zadawane przez niego na przestrzeni długiego czasu”.
W czasie śledztwa ustalono, że w dzień śmierci Michaił Chaczaturian wrócił z leczenia w centrum psychiatryczno-neurologicznym imienia Sołowiowa i kolejny raz ukarał dziewczyny za wydanie części pieniędzy z karty bankowej oraz „bałagan w mieszkaniu”. Mężczyzna wywoływał córki po kolei i pryskał każdej w twarz gazem pieprzowym. Po otrzymaniu dużej dawki gazu starsza siostra, Kristina, straciła przytomność z powodu astmy. Angelina i Maria bojąc się o jej zdrowie, postanowiły zabić ojca. Wieczorem, kiedy Michaił zasnął, Maria i Angelina napadły na niego. Działały jednocześnie, zadając ciosy w tym samym czasie nożem myśliwskim, który znalazły w samochodzie ojca oraz młotkiem. Kiedy Chaczaturian doszedł do siebie, postanowił się zemścić. Kristina usłyszała szum i żeby obronić siostry, rozpyliła w jego stronę gaz pieprzowy i wybiegła na klatkę schodową. Tam też wyszedł Michaił. Angelina zabrała nóż Marii i zadała jedno uderzenie, które trafiło prosto w serce i okazało się śmiertelnym. Po śmierci Chaczaturiana spróbowały upozorować napad na ojca, poraniły siebie nożem, wezwały policję oraz pogotowie. Szybko po zatrzymaniu dziennikarze zaczęli publikować zapisy dźwiękowe gróźb Chaczaturiana w stronę córek na potwierdzenie jego brutalności. Opublikowano liczną korespondencję sióstr z przyjaciółkami, która także była dowodem na przemoc ze strony ojca, prawie od razu pojawiła się informacja o prawdopodobnej seksualnej przemocy wobec dziewczyn z jego strony. Po przyznaniu winy, adwokaci sióstr oparli obronę na odrzuceniu poprzedniej umowy i na działaniu spontanicznym w warunkach ciężkiego stanu emocjonalnego.

## Okoliczności rodzinne
Równolegle ze śledztwem członkowie społecznej komisji obserwacyjnej zainicjowali sprawdzenie odpowiednich organów opieki, które, według obrony, nie powzięły odpowiednich środków po zażaleniach na Chaczaturiana ze strony wykładowców jego córek. Na Chaczaturiana wiele razy składano skargi na policję, jednakże po morderstwie przedstawiciele organów obrony prawnej odrzucili przyjęcie podobnych spraw z gorącej linii i miejscowego Ministerstwa Spraw Wewnętrznych.
Matka dziewczyn Aurelia Dunduk przekonywała, że ignorowanie problemu mogło być związane z przyjaźnią Chaczaturiana z kierownictwem miejscowej policji – informację o ciepłych stosunkach potwierdziło źródło „Nowej Gazety”, w resorcie federalnym. Według świadków Dunduk, poznała byłego męża w 1996 roku, 3 lata po przyjeździe do Moskwy. Twierdzi, że zaczął ją bić kiedy miała 19 lat i była w ciąży z pierwszym dzieckiem – synem Siergiejem. „Wychodziłam za mąż ze łzami w oczach. Zbił mnie i poszliśmy do ślubu. I to nie ustawało przez całe 20 lat. Przy jego rodzinie, przy nieznajomych, mógł wyzywać, bić do krwi, a potem powiedzieć, jakby nigdy nic – Aurika, zrób mi herbaty” – przywołują jej słowa dziennikarze. Według słów Dunduk, Chaczaturian znęcał się nad synem, bił go w celach wychowawczych, a po ósmej klasie wyrzucił z domu. Później groził jej bronią, wyrzucił ją z domu i zabronił jej i jej bliskim mieć kontakt z córkami.
Znajomi rodziny zauważyli pobożność Chaczaturiana i jego wiarę w wiele praw i zasad, które on ustanowił wewnątrz rodziny. Matka, siostra i bratanek Chaczaturiana, którzy mieszkali 10 lat razem z jego żoną i córkami, podzielają skrajnie patriarchalne poglądy ojca rodziny i upierali się przy tym, by żona cierpiała cięgi. Według słów Dunduk, Chaczaturian, przez długi czas przyjmował środki nasenne, klonazepam, który wywołuje uzależnienie, a wśród skutków ubocznych jest m.in. silna zmiana nastroju. Informacja o agresywnym zachowaniu Chaczaturiana potwierdza wielu świadków – sąsiedzi, wykładowcy, przyjaciele i znajomi córek oraz ich rodzice.
Zgodnie z zeznaniami i otrzymanymi w toku śledztwa, Chaczaturian zaczął molestować córki zaraz po rozstaniu z żoną, najpierw – po kolei starszą i średnią. Jedna z sióstr próbowała popełnić samobójstwo po tym jak została przymuszona do seksu oralnego, została jednak uratowana przez lekarzy. Dziewczyny przekonywały, że ojciec zmuszał je do seksu grupowego. Bliscy Angeliny opowiadali o ponad dziesięciu znanych im przypadkach przemocy seksualnej wobec niej. Ekspertyza lekarska potwierdziła urazy otrzymane w następstwie przemocy seksualnej. W 2018 roku Chaczaturian praktycznie przestał wypuszczać dzieci z domu. Według słów Dunduk, córki ukrywały przed nią to, co działo się w rodzinie, żeby jej nie martwić.
Siostry znalazły się w położeniu niewolnic. Krestina opowiadała w wywiadzie: „On wymagał, żebyśmy ciągle były obok i przychodziły na każde jego zawołanie. Miał specjalny dzwonek, dzwonił w niego, i któraś z nas musiała natychmiast biec do niego, czy to w dzień, czy to nocą. I robić to, co nam kazał. Wody przynieść i różne inne… On nawet okna sam nie otwierał, my musiałyśmy go obsługiwać, jak niewolnice”.
„Meduza” cytuje słowa przyjaciółki sióstr, potwierdzające słowa Kristiny o dzwonku. Maria i Angelina, uczące się w jednej klasie, praktycznie nie chodziły do szkoły – ojciec trzymał je przy sobie. Siostry informowały także o ciągłym straszeniu bronią. Sąsiedzi i pracownicy szkoły – oprócz psycholożki, która, według Angeliny, „próbowała z nami rozmawiać”, nie okazali żadnego poważnego wsparcia dziewczynom. „Nowa Gazeta” cytuje zdanie Swietłany, sąsiadki rodziny, „Tam całe życie krzyczeli – widać tak szło wychowanie”.
W tym czasie, niektórzy bliscy i przyjaciele Chaczaturiana wystąpili w jego obronie i donosili o prowokacjach ze strony córek. Stryjeczny brat podejrzanych, Arsen Chaczaturian, doniósł, że dziewczyny kłamały na temat bicia, żeby oczernić swojego ojca.

## Śledztwo
Posiedzenie dotyczące wniosku o aresztowaniu dziewczyn odbyło się 30 lipca 2018 roku w moskiewskim sądzie. Po postanowieniu sędzi czas zatrzymania sióstr został przedłużony do 72 godzin. Rzecznik prasowy sądu obwieścił, że w toku procesu śledztwa przekwalifikowano winę według punktu Ż części 2 artykułu 105 KK Federacji Rosyjskiej. Na początku sierpnia, w śledztwie przeprowadzono ekspertyzy broni użytej w morderstwie, ponownie przepytano bliskich oraz znajomych podejrzanych. Otrzymano kopie zapisów video z kamer obserwacyjnych na podjeździe i przeprowadzono eksperyment procesowy na miejscu zbrodni. Organy ścigania doszły do wniosku, że dziewczyny działały spójnie, a młodsza z sióstr, Maria, zadała Chaczaturianowi nie mniej niż 35 ran kłutych. Adwokaci oskarżonych Aleksiej Lipcew, Aleksiej Parszyn i Jarosław Pakulin domagali się pełnego uniewinnienia podejrzanych twierdząc, że próbowały one regularnie zapobiegać czynionej w stosunku do nich przemocy i znajdowały się w sytuacji obrony koniecznej:

Dziewczyny żyły w warunkach, w których każda z nich bez przerwy żyła w strachu o własne życie i życie swoich sióstr. W warunkach względnej izolacji były przekonane, że nie ma dla nich możliwości otrzymania pomocy, co sprawiło, że sytuacja stała się bez wyjścia. Ich czyny ukierunkowane były na to, by zatrzymać nieuniknione - straszne przestępstwa, które były dokonywane przeciwko nim.

31 lipca siostry będące w strzeżonym zakładzie zatrzymania (SIZO) odwiedzili przedstawiciele komisji humanitarnej (ONK). Dziewczyny poinformowały o nadużyciach ze strony policjantów w czasie zatrzymania – w szczególności nie zostały przedstawione im prawa, a pierwsze zeznania odbyły się bez adwokatów
2 sierpnia 2018 roku Ostankinowski sąd Moskwy wydał nakaz aresztowania dziewczyn na 2 miesiące. Po czterech dniach sprawa była przekazana centralnemu aparatowi śledczemu. Pełnomocniczka ze strony praw człowieka Rosyjskiej Federacji, Tatiana Moskałkowa, uznała, iż postanowienie sądu było przesadne, a obrona wniosła apelację. Dziewczyny otrzymały w SIZO możliwości nauki i pracy z psychologami. Na początku września młodszą siostrę, w rezultacie badań w Instytucie imienia Serbskiego uznano za niepoczytalną w momencie popełnienia przestępstwa i przewieziono ją na oddział psychiatryczny więzienia Butyrki. Pozostałe dwie siostry uznano za poczytalne, jednakże wystąpił u nich syndrom silnego maltretowania oraz syndrom stresu pourazowego.
W połowie sierpnia siostry złożyły wyczerpujące zeznania, wkrótce śledztwo ujawniło fakt o „niemoralnych czynach” Michaiła Chaczaturiana. Ekspertyzy potwierdziły fakt psychicznej i seksualnej przemocy, potwierdzono zaburzenia osobowości ojca oskarżonych. Sąd odrzucił prośbę obrony o areszt domowy, pomimo przyznania, że brutalne zachowanie ojca było faktem, oraz skruchy dziewcząt. Po miesiącu, dzień przed zakończeniem terminu aresztu Basmannyj sąd miasta Moskwy, na wniosek śledztwa, zmienił środki zapobiegawcze na zakaz określonych czynności, uwalniając podejrzane od dozoru. Dziewczyny nie mogły posługiwać się telefonami komórkowymi i internetem, porozumiewać się ze sobą, opuszczać nocą miejsca tymczasowego zamieszkania, a także kontaktować się ze świadkami i środkami masowego przekazu.
Za ofiarę sprawy uznano wuja trzech sióstr, Genadika Musaeljana. On i jego żona, Naira Chaczaturian, która była siostrą zmarłego, złożyli zażalenie na uwolnienie dziewczyn z SIZO. W lutym 2019 matka zamordowanego wymeldowała, za pomocą sądu, swoją wnuczkę, Krestinę Chaczaturian, ze swojego mieszkania. Członkowie rodziny występowali w telewizji, obwiniając siostry o działanie z premedytacją ze względu na korzyści materialne. Same dziewczyny odmówiły przyjęcia spadku po ojcu ze względu na przeszłość.
Sąd kilka razy przedłużał czas środków zapobiegawczych. 14 czerwca 2019 roku w wyniku śledztwa przedstawiono dziewczynom ostateczne oskarżenie, obciążając je winą o „zabójstwo grupowe z uprzednim zamiarem”, co przewiduje karę od 8 do 20 lat pozbawienia wolności zgodnie z częścią 2 artykuły 105 UK Federacji Rosyjskiej. Jako motyw morderstwa uznano „niepoprawne, o charakterze przemocy czyny ze strony ojca’. W odpowiedzi adwokaci złożyli skargę przedstawicielowi Śledczego komitetu, Aleksandrowi Bastrykinowi. Obrona nalega, że podstawową linią śledztwa powinna być samoobrona. Adwokaci zamierzają przekwalifikować swoje podopieczne na ofiary. Sędziowie śledczy poprosili również o przedłużenie na miesiąc zakazu określonych czynów – ta prośba została rozpatrzona pozytywnie.
30 stycznia 2020 prokuratura nakazała zmianę klasyfikacji czynu z zabójstwa na obronę konieczną.

## Reakcja społeczna

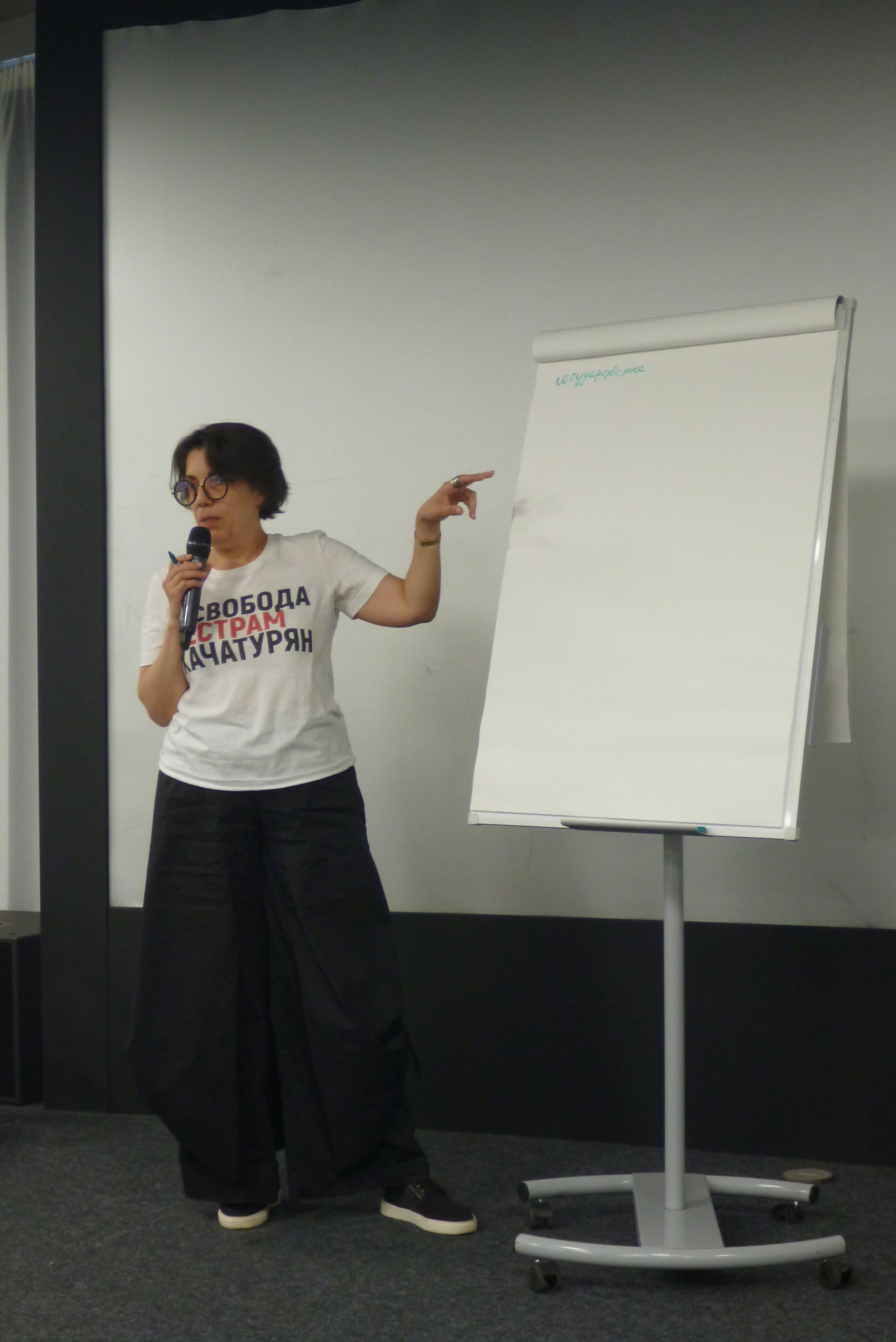
Psycholożka Zara Arutjunjan w Centrum Jelcyna prowadzi wykład w koszulce z hasłem za uwolnieniem sióstr Chaczaturian, 2019 rok

Śledztwo w sprawie sióstr Chaczaturian wywołało szeroki odzew społeczny. Aktywnie omawiano je i informowano o nim w federalnych mediach. W Sankt-Petersburgu, Moskwie i innych miastach niejednokrotnie organizowano marsze i pikiety w obronie dziewcząt. Powstała petycja, adresowana do śledczego komitetu z żądaniem wstrzymania procesu sądowego, w czerwcu 2019 roku podpisało się pod nią ponad 115 tysięcy ludzi.
W obronie dziewczyn wystąpiło wielu działaczy społecznych i kulturalnych: amerykański piosenkarz Serj Tankian, pisarka Narine Abgarjan, dziennikarka Ksienija Sobczak i Jurij Dud´, muzyk Basta, piosenkarka Anna Sedkowa, a także niekomercyjne organizacje „Centrum kryzysowe dla kobiet” i „Stop przemocy” i inne. Prowadząca telewizyjna, Jekaterina Gordon, wyznała wyrozumiałość dla sióstr, ale wyraziła lęk, iż ojcowskie „wychowanie” mogło sprawić, iż są niebezpieczne dla społeczeństwa.
Uwagę dla procesu przyciągnął nie tylko jego skandaliczny charakter, ale także znaczenie prawne. Według przewodniczącej zrzeszenia adwokatów „Pomoc”, Jeleny Sołowjowej, sprawa sióstr Chaczaturian może stać się precedensem rozszerzającym pojęcie „obrona konieczna” w warunkach przedłużającej się przemocy domowej i dyskryminacji. Na łamach mediów i mediów społecznościowych aktywnie omawiano etyczne sporządzenie sprawy, a także problemy „przemilczenia” spraw w zamkniętych diasporach, ponieważ aktywiści wiele razy prosili o komentarz moskiewską diasporę ormiańską.
Jednakże społeczna krytyka postępowania dziewcząt przede wszystkim opiera się na ich „szczęśliwym” wyglądzie na fotografiach w mediach społecznościowych (specjaliści podkreślają, że to typowe zachowanie dla osób prześladowanych, które nie chcą odróżniać się od innych). Pełnomocniczka do spraw dziecka przy prezydencie Rosji - Anna Kuznecowa, nazwała skandal wokół sprawy sztucznie rozdmuchanym. W większości programów talk-show mówi się o niesprawiedliwych lub niesprawdzonych oskarżeniach wobec Michaiła Chaczaturiana. Sportowiec Brius Chlebnikow, który znał zamordowanego, wyraził wątpliwości co do jego fizycznych możliwości zrobienia krzywdy córkom ze względu na jego stan zdrowia.